# 埃里克·格兰费尔特
埃里克·格兰费尔特（瑞典語：Erik Granfelt，1883年11月17日—1962年2月18日），瑞典男子体操运动员。他曾获得1908年夏季奥运会体操比赛男子团体全能金牌。他也曾参加届间运动会拔河比赛，获得一枚铜牌。他的弟弟尼尔斯同样是体操选手。